# ULTRIX
ULTRIX (également écrit Ultrix, sans les majuscules) était un système d'exploitation de type Unix possédé par Digital Equipment Corporation (DEC). Il est basé sur BSD4.2 avec des apports provenant de System V.

## Histoire
Le développement initial d'Unix se fit sur des ordinateurs produits par DEC, notamment le PDP-7 et le PDP-11. Leurs successeurs, les VAX, furent également populaires par la suite : le premier portage d'Unix pour cette architecture fut terminé en 1978, soit un an seulement après sa commercialisation, en octobre 1977. À l'époque, DEC ne proposait que son propre système d'exploitation, VMS, encore existant aujourd'hui.
Afin de créer une version d'Unix spécifique à la compagnie, les ingénieurs Bill Munson, Jerry Brenner et Fred Canter créèrent l'Unix Engineering Group (UEG), aidés par Bill Shannon de l'université Case Western Reserve et Armando Stettner de Bell Labs.
L'UEG, sous la direction de Canter, développa V7M, une version modifiée de UNIX version 7.

### V7M
V7M, signifiant « UNIX version 7 modifiée », fut le premier système Unix développé par DEC. Il contenait de nombreuses corrections du kernel, telles que la séparation des instructions et des données dans deux espaces distincts  ainsi que le support de nouveaux périphériques et processeurs. De gros efforts furent fournis pour créer un système pouvant démarrer depuis plusieurs types de bandes magnétiques ou disques durs. Cela se voit notamment par la création de deux disquettes d'installation différentes et le développement de pilotes spécifiques.
L'UEG est la base du groupe qui développera par la suite ULTRIX et sera renommé ULTRIX Engineering Group.

### ULTRIX
Contrairement à V7M, ULTRIX fut créé par l'incorporation de fonctionnalités de System V dans un système basé sur 4.2BSD.

### OSF/1
DEC remplaça ULTRIX par OSF/1 pour son architecture Alpha. Ce système est basé sur Mach avec de nombreuses fonctionnalités manquantes d'ULTRIX.
L'ultime version d'ULTRIX est la 4.5, incluant des corrections pour le bug de l'an 2000.